# 拉塞尔沃 (埃纳省)
拉塞尔沃（法語：La Selve，法語發音：[la sɛlv]）是法国上法蘭西大區埃纳省的一个市镇，属于拉昂区。

## 地理
拉塞尔沃（49°34'13"N, 3°59'50"E）面积4.77 平方千米，位于法国上法蘭西大區埃纳省，该省份为法国北部内陆省份，北起北部省，西接索姆省和瓦兹省，东临阿登省和马恩省，西南至塞纳-马恩省，东北部与比利时接壤。
与拉塞尔沃接壤的市镇（或旧市镇、城区）包括：拉皮永、尼济勒孔特、锡索讷。

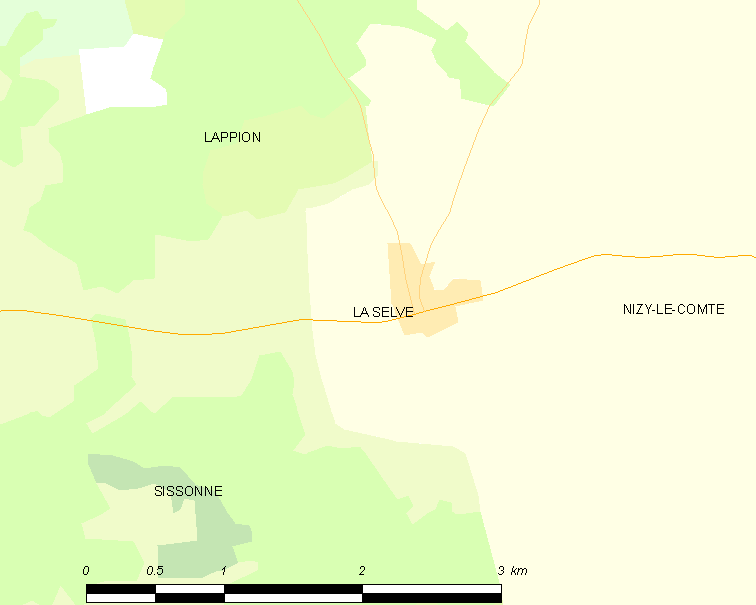
的OSM定位图

拉塞尔沃的时区为UTC+01:00、UTC+02:00（夏令时）。

## 行政
拉塞尔沃的邮政编码为02150，INSEE市镇编码为02705。

## 政治
拉塞尔沃所属的省级选区为埃纳河畔新城县。

## 人口

1962-2008年间人口变化图示

拉塞尔沃于2022年1月1日时的人口数量为198人。